# Чемпіонат Європи з шосейного бігу
Чемпіонат Європи з шосейного бігу (англ. European Athletics Road Running Championships) є континентальною першістю з гірського бігу та трейлу, яку кожні два роки, починаючи з 2025, проводитиме Європейська легкоатлетична асоціація.

## Історія заснування
Питання про запровадження нового чемпіонату у європейському лекоатлетичному календарі вперше потрапило до публічного дискурсу на 3-й Європейській конференції з бігового бізнесу (англ. European Running Business Conference), що була проведена 15-17 вересня 2022 у Стокгольмі.
Про створення чемпіонату було оголошено наприкінці квітня 2023 за підсумками проведення Конгресу Європейської легкоатлетичної асоціації (англ. European Athletics Congress) у Белграді. До програми змагань першого чемпіонату, запланованого до проведення у квітні 2025, було включено три дисципліни шосейного бігу — біг на 10 кілометрів, напівмарафон та марафонський біг. Щодо регулярності проведення першості був обраний звичний дворічний цикл — другий чемпіонат з шосейного бігу має бути проведений 2027 року і т. д. При цьому, на перехідний період, було збережено проведення змагань з напівмарафону на чемпіонаті Європи 2024 року та з марафонського бігу на основному чемпіонаті 2026 року. Починаючи з 2027, чемпіони Європи із зазначених дисциплін шосейного бігу будуть визначатись виключно на континентальній першості з шосейного бігу.
Наприкінці червня 2023 було оголошено про те, що перший чемпіонат Європи з шосейного бігу прийматимутьт 12-13 квітня 2025 Брюссель та Левен.

## Формат чемпіонату
Тривалість чемпіонату — 2 дні.
Програма чемпіонату передбачає три дисципліни шосейного бігу — біг на 10 кілометрів, напівмарафон та марафонський біг, — у яких змагатимуться атлети дорослої вікової категорії. Окремих стартів або заліку для молодіжної та юніорської вікових категорій не передбачатиметься.
У кожній дисципліні чоловіки та жінки розігруватимуть по два комплекти нагород — в особистому та командному заліку.
Забіг у кожній дисципліні матиме статус «змішаного» — передбачатиме одночасну участь чоловіків та жінок.

## Чемпіонати
| Рік  | Місто            | Дата         |
| ---- | ---------------- | ------------ |
| 2025 | Брюссель / Левен | 12-13 квітня |
| 2027 | Белград          | 17-18 квітня |
| 2029 | Утрехт           | травень      |